# Родинська сільська рада (Шипуновський район)
Ро́динська сільська рада (рос. Родинский сельский совет) — сільське поселення у складі Шипуновського району Алтайського краю Росії.
Адміністративний центр — село Родино.

## Населення
Населення — 1113 осіб (2019; 1324 в 2010, 1552 у 2002).

## Склад
До складу сільської ради входять:
| Населений пункт  | Населення, осіб (2002) | Населення, осіб (2010) |
| ---------------- | ---------------------- | ---------------------- |
| Об'їздне, селище | 11                     | 4                      |
| Родино, село     | 1541                   | 1320                   |